# Сухопутные войска Кыргызстана
Сухопутные войска Кыргызстана (кирг. Кыргызстандын куралдуу күчтөру) — один из видов вооружённых сил в составе Вооружённых сил Кыргызстана. Образован 25 января 2017 года указом Президента Кыргызстана Алмазбека Атамбаева. Сухопутные войска составляют ядро Вооружённых сил Кыргызстана.

## Образование и последующая история
Сухопутные войска Кыргызстана как отдельный вид войск были образованы указом президента от 25 января 2017 года с целью дальнейшего укрепления военной безопасности страны, а также совершенствования организации управления вооруженными силами и создания единой системы финансового и материально-технического обеспечения. Образование Сухопутных войск упорядочивало структуру войск и отменяло прежнюю систему подчинения воинских частей.
Первым командующим сухопутными войсками был назначен полковник Эрлис Тердикбаев, позже ставший председателем Государственного комитета по делам обороны. Командование Сухопутных войск определяется органом управления сухопутными соединениями, частями и учреждениями вооружённых сил, который подчиняется непосредственно Генеральному штабу.
Личный состав Сухопутных войск участвует в таких учениях и маневрах в рамках блоков ШОС и ОДКБ, как «Мирная Миссия», «Взаимодействие», «Рубеж», «Поиск» и «Нерушимое братство», а также в Армейских международных играх (в том числе в чемпионате мира по танковому биатлону. В частности, в 2018 году они участвовали в учениях «Коопсуздук-2018», «Формирование-2018», «Шумкар», «Нерушимое братство-2018», «Иссык-Куль Антитеррор-2018», «Взаимодействие-2018», а также в соревнованиях Армейских международных игр по танковому биатлону, снайперской стрельбе («Снайперский рубеж»), артиллерийской стрельбе («Мастер артиллерийского огня») и т.д. По итогам 2018 года лучшей воинской частью Сухопутных войск была признана в/ч 52806.

## Структура
По данным на 2021 год, общая численность сухопутных сил Киргизии составляла 8500 человек: на вооружении собственно кыргызской армии были 215 танков, 414 БТР и БМП, 207 единиц артиллерий и 21 единица РСЗО.
Собственно Сухопутные войска делятся на Северную и Южную группы войск (они же Северное и Юго-Западное региональные командования). В состав Северной группы войск входят:
- 8-я гвардейская мотострелковая дивизия имени Панфилова (Токмок, Балыкчи)
- 2-я отдельная гвардейская мотострелковая Краснознамённая бригада имени Фрунзе[англ.] (Кой-Таш)[10]
- отдельный танковый полк
- два пулемётно-артиллерийских батальона (Каракол, Нарын)
- инженерный батальон
- отдельный батальон связи (Бишкек)
- 25-я бригада специального назначения «Скорпион» (Токмок)
- зенитно-артиллерийская бригада
- части и подразделения обеспечения, химзащиты и т. д.

В состав Южной группы войск входят:
- 68-я отдельная горно-стрелковая бригада (Ош)
- Ала-Букинский сводный бронетанковый батальон
- пулемётно-артиллерийский батальон
- отдельный Баткенский горно-стрелковый батальон (Баткен)
- 24-й отряд специального назначения «Илбирс»[11][12][13][14]
- разведывательный батальон
- зенитно-артиллерийский полк
- части и подразделения обеспечения, химзащиты и др.

## Вооружение

### Стрелковое
- пистолет Макарова (9 × 18 мм ПМ)
- АКМ (7,62 × 39 мм)
- АК-74 (5,45 × 39 мм)
- РПК (7,62 × 39 мм)
- СВД (7,62 × 54 мм R)
- СКС (7,62 × 39 мм, церемониальное оружие)
- АН-94 «Абакан» (5,45 × 39 мм)
- Карабин М4 (5,56 × 45 мм НАТО)
- МКЕ JNG 90 (7,62 × 51 мм НАТО)[15]
- HAR-66 [16]
- FAMAS G2 (5,56 × 45 мм НАТО)[17]

### Техника
Сухопутные силы Кыргызстана состоят в основном из устаревшей техники советских времён и российского производства. Согласно данным IISS The Military Balance на 2022 год, Вооружённые силы Киргизии имели в своем распоряжении следующую военную технику:
| Оружие и вооружение ВС Киргизии по состоянию на 2022 год | Оружие и вооружение ВС Киргизии по состоянию на 2022 год | Оружие и вооружение ВС Киргизии по состоянию на 2022 год | Оружие и вооружение ВС Киргизии по состоянию на 2022 год | Оружие и вооружение ВС Киргизии по состоянию на 2022 год | Оружие и вооружение ВС Киргизии по состоянию на 2022 год                                                                                                 |
| Тип                                                      | Изображение                                              | Производство                                             | Назначение                                               | Количество                                               | Примечания |
| Танки                                                    | Танки                                                    | Танки                                                    | Танки                                                    | Танки                                                    | Танки |
| Боевые машины пехоты                                     | Боевые машины пехоты                                     | Боевые машины пехоты                                     | Боевые машины пехоты                                     | Боевые машины пехоты                                     | Боевые машины пехоты |
| -------------------------------------------------------- | -------------------------------------------------------- | -------------------------------------------------------- | -------------------------------------------------------- | -------------------------------------------------------- | --- |
| БМП-1                                                    |                                                          | СССР                                                     | Боевая машина пехоты                                     | 230                                                      | |
| БМП-2                                                    |                                                          | СССР                                                     | Боевая машина пехоты                                     | 161                                                      | |
| Бронеразведывательные машины                             |                                                          |                                                          |                                                          |                                                          | |
| БРДМ-2                                                   |                                                          | СССР                                                     | Боевая разведывательная машина                           | 30                                                       | |
| БРДМ-2МС                                                 |                                                          | Россия                                                   | Боевая разведывательная машина                           | 90                                                       | |
| БТР                                                      |                                                          | СССР                                                     | бронетранспортёр                                         | 55                                                       | 10 БТР-80 20 БТР-70М 25 БТР-70 |
| Тигр                                                     |                                                          | Россия                                                   | бронемашина                                              | 100~                                                     | |
| Dongfeng EQ2050                                          |                                                          | Китай                                                    | MRAP                                                     | Несколько десятков                                       | |
| Противотанковое вооружение                               |                                                          |                                                          |                                                          |                                                          | |
| Малютка                                                  |                                                          | СССР                                                     | ПТРК                                                     | 206                                                      | |
| Конкурс                                                  |                                                          | СССР                                                     | ПТРК                                                     | 12                                                       | |
| Фагот                                                    |                                                          | СССР                                                     | ПТРК                                                     | 24                                                       | |
| Реактивные системы залпового огня                        |                                                          |                                                          |                                                          |                                                          | |
| БМ-21 «Град»                                             |                                                          | СССР                                                     | РСЗО                                                     | 15                                                       | |
| БМ-27 «Ураган»                                           |                                                          | СССР                                                     | РСЗО                                                     | 6                                                        | |
| Артиллерийские системы                                   |                                                          |                                                          |                                                          |                                                          | |
| 2С1 «Гвоздика»                                           |                                                          | СССР                                                     | 122 мм САУ                                               | 18                                                       | |
| 2С9 «Нона-С»                                             |                                                          | СССР                                                     | 120 мм САУ                                               | 12                                                       | |
| 2А65 МСТА-б                                              |                                                          | СССР                                                     | 152-мм гаубица 2А65                                      | Неизвестное кол-во                                       | |
| 152-мм гаубица образца 1943 года (Д-1)                   |                                                          | СССР                                                     | 152 мм                                                   | 16                                                       | Буксируемая |
| 122-мм гаубица Д-30                                      |                                                          | СССР                                                     | 122 мм                                                   | 72                                                       | Буксируемая |
| 122-мм гаубица образца 1938 года (М-30)                  |                                                          | СССР                                                     | 122 мм                                                   | 35                                                       | Буксируемая |
| M120 (миномёт)                                           |                                                          | США                                                      | 120 мм                                                   | 48                                                       | 30 |
| 2С12 «Сани»                                              |                                                          | СССР                                                     | 120 мм миномёт                                           | 6                                                        | |
| БС-3                                                     |                                                          | СССР                                                     | 100-мм буксируемая пушка                                 | 18                                                       | |
| ЗРК                                                      |                                                          |                                                          |                                                          |                                                          | |
| Flying Leopard 6C                                        |                                                          | Китай                                                    | ЗРК ближнего действия                                    | Неизвестное кол-во                                       | ЗРК малой дальности Leopard 6C был замечен во время учений киргизской армии на полигоне Бужум в Иссык-Кульской области Кыргызстана в сентябре 2020 года. |
| Стрела-10                                                |                                                          | СССР                                                     | ЗРК                                                      | 4                                                        | |
| Шилка                                                    |                                                          | СССР                                                     | Зенитная самоходная установка                            | 24                                                       | |
| С-300 ПС                                                 |                                                          | СССР                                                     | Зенитная пушка                                           | 24                                                       | |
| Транспорт                                                |                                                          |                                                          |                                                          |                                                          | |
| Ford Ranger                                              |                                                          | США                                                      | пикап                                                    | 40                                                       | |
| Toyota Hilux                                             |                                                          | Япония                                                   | пикап                                                    | 45                                                       | |
| Polaris                                                  |                                                          | США                                                      | квадроцикл                                               | 44                                                       | |
| Shaanxi SX2190                                           |                                                          | Китай                                                    | грузовые автомобили повышенной проходимости              | Неизвестное кол-во                                       | |

### Поставки
В августе 2010 года Министерство обороны Кыргызстана получило 45 пикапов Ford Ranger и 44 квадроцикла Polaris от Посольства США для нужд антитеррористических подразделений и горных частей. Поставки современной российской боевой техники для нужд кыргызских войск начались в 2013 году. 6 сентября 2018 года в Кыргызстан прибыла китайская делегация во главе с заместителем председателя Центрального военного совета КНР Сюй Циляном. Была достигнута договоренность о предоставлении Кыргызстану гранта и военно-технической помощи. 15 января 2019 года Россия передала Кыргызстану 125 единиц военной техники стоимостью свыше 3 миллионов долларов. В 2019 году Киргизия безвозмездно получила от России два вертолёта Ми-8МТ и девять бронированных разведывательно-дозорных машин. В 2019 году Россия передала Кыргызстану два вертолета МИ-8МТ и радиолокационные станции П-18В. 4 ноября 2020 года ВС КР получили военные машины, медицинскую технику и горное снаряжение от Турции. В ходе состоявшегося 24-25 февраля 2021 года визита президента Киргизии Садыра Жапарова в РФ была достигнута договоренность о поставках Бишкеку зенитных ракетных систем С-300 и беспилотников. 26 мая 2021 года Китай передал ВС КР военно-техническую помощь. В ходе визита президента Кыргызстана Садыра Жапарова в Анкару была достигнута договоренность о поставках на грантовой основе Бишкеку военно-технической помощи. 8 февраля 2022 года Турция на безвозмездной основе передала ВС КР военные автомобили и специальное снаряжение.

## Руководство

### Командующие
- Эрлис Тердикбаев (25 января 2017[2] — 20 апреля 2018 года)[35]
- Нурлан Кирешеев (2 мая 2018[5] — 19 января 2019)[36]
- Алмазбек Карасартов (с 19 января 2019[36]) — заместитель министра обороны с 29 марта 2021 года[37]

### Начальники штаба
- Бактыбек Бекболотов (2017—?)[38]